# Ганс Ледвінка
Ганс Ледвінка (Hans Ledwinka) — видатний австрійський інженер, доктор технічних наук. Автор одних з перших у світі автомобілів з аеродинамічними кузовами, конструкції хребтової рами, підвіски з хитними півосями тощо. Його вклад у розвиток автомобілебудування прирівнюється до вкладу Фердинанда Порше.

## Біографія
Ледвінка народився 14 лютого 1878 р. у містечку Клостернойбург, що на північному заході від Відня. У підлітковому віці допомагав дядькові в його власній механічній майстерні. Закінчив професійну школу у Відні.
У 21 рік влаштувався конструктором на заводі залізничних вагонів «Шустала і компанія» (Schustala and Co.) у Несельсдорфі. Завод, що невдовзі був перейменований на компанію «Нессельсдорфська вагонобудівна фабрика» (нім. Nesselsdorfer Waggonbau Fabrikgesellschaft), яка вважалася великою не тільки за австро-угорськими, але й за загальноєвропейськими мірками. У 1897 році на фабриці виготовили перший автомобіль — Nesselsdorf Präsident, а в наступному році розпочалося його серійне виробництво. Ледвінка взяв участь у розробці трансмісії першої партії з 10 автомобілів. А у 1900 р. уже самостійно спроєктував та виготовив перегоновий автомобіль з двигуном Benz потужністю 12 к. с., що розвивав максимальну швидкість 90 км/год (за деякими даними, на цьому автомобілі барон фон Лібег досяг швидкості 112 км/год).
У 1901 р. був призначений на посаду головного конструктора автомобільного відділу та зайнявся оновленням модельної гами. Його активна робота з новими двигунами та шасі у 1905 р. призвела до того, що автомобілі з Несельсдорфа стали відповідати європейським стандартам. Однією з перших була розроблена модель NW-B, а через деякий час — модель S.
У 1902—1905 роках Ганс Ледвінка працював у Відні на заводі парових машин «Фрідмана і Кноллера» (Friedmann und Knoller). Повернувшись до Несельсдорфа в 1906 році, зайнявся конструюванням автомобіля вищого класу. У 1907 р. Ледвінка вже розробляв систему гальм на усі колеса. Починаючи з цього часу та до 1916 р., брав участь у створенні ряду моделей, у тому числі спортивних.
У 1916 р. Ледвінка, вже як доктор та шеф-конструктор фірми, отримав запрошення на роботу до австрійської збройової компанії Steyr Werke. Війна закінчувалася, тому керівництво компанії вирішило розпочати виробництво автомобілів. Прийнявши запрошення, інженер взявся проєктувати нову модель — «Ваффенавто» або Steyer II — значну за габаритами та технічно прогресивну машину. Чотирициліндровий двигун з верхнім розподільчим валом робочим об'ємом 3325 см куб. розвивав 40 к. с. при 2400 об/хв. Коробка передач була 4-ступеневою, гальмами оснащувались усі колеса. У 1920—1924 рр. фірма виготовила 2150 автомобілів моделі ІІ.
У кінці 1921 р. Ледвінка повернувся на свою попередню фірму. До того часу Австро-Угорська імперія розпалася, а Чехословаччина стала самостійною державою. Місто Несельсдорф перейменували на Копрживніце, а фірму «Несельсдорфер Вагонбау» з 1923 р. — на «Татра».

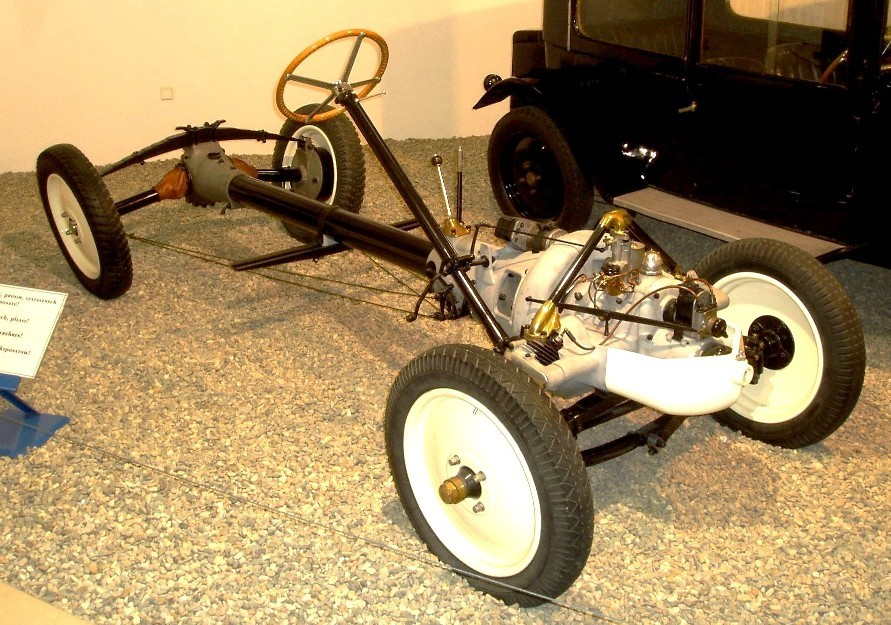
Шасі з хребтовою рамою та опозитним двигуном Tatra 11

Повернення Ледвінки на пост технічного директора вивело «Татру» в число провідних європейських автовиробників. На рахунку конструктора — численні винаходи та оригінальні технічні рішення. Зокрема, у 1922 р. Ледвінка створив модель Tatra 11, де як тримальний елемент використав центральну трубу (так звана хребтова рама), до котрої спереду кріпився двоциліндровий двигун з повітряним охолодженням.
У 1933 р. в умовах строгої секретності був створений прототип Tatra V 570 — компактний автомобіль з аеродинамічним кузовом (автор кузова конструктор Еріх Юбельаккер) та двоциліндровим двигуном робочим об'ємом 850 см³. Слід зазначити, що в той час автомобілі з аеродинамічними кузовами у світі були ще вкрай непоширеними. А через рік на автосалонах у Парижі та Лондоні була представлена задньомоторна Tatra 77, на котру дуже схвально відреагувала публіка.
Продовженням ідей задньомоторних автомобілів з обтічними кузовами були моделі 77а (модифікація с 70-сильним двигуном), 87, 97.

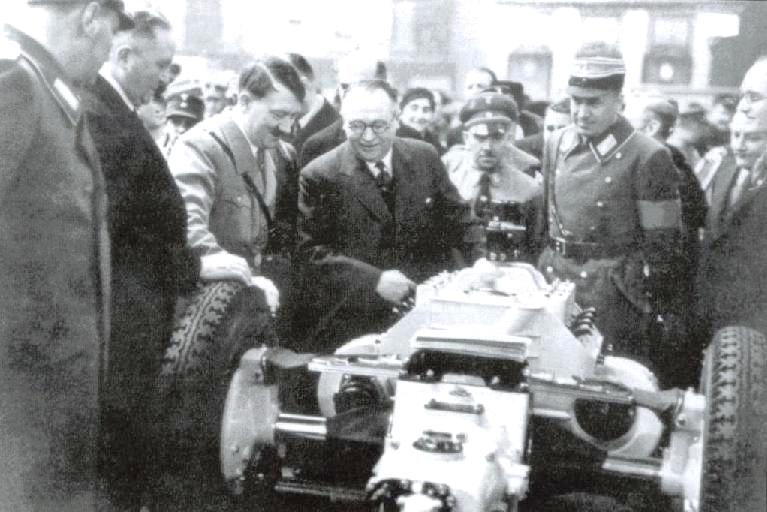
Ганс Ледвінка представляє Адольфу Гітлеру двигун та трансмісію «Татри 77» на Берлінському мотор-шоу (8 березня 1934 р.)

У 1938 р. Чехословаччину окупувала Німеччина. Нова влада призначила Ледвінку директором заводу Tatra, причому у відповідному документі він був названий «геніальним та всесвітньо відомим конструктором». Причин тому багато, зокрема, прогресивні автомобілі «Татра» користувались популярністю серед офіцерів Вермахту, ними цікавилися Порше та Гітлер. Єдиною важкою вантажівкою Верхахту була створена у 1942 р. Tatra 111. Через такі досягнення по закінченню війни Ледвінка провів 5 років у в'язниці (відповідно до звинувачення у співпраці з німецькими окупаційними військами). Однак, будучи ув'язненим, допомагав конструкторам «Татри» у створенні «Татраплану». Повністю реабілітували Ледвінку аж у 1992 р. Ймовірно, саме цей факт і слугував причиною забуття імені конструктора у післявоєнній Східній Європі.
Після звільнення у 1951 р. Ледвінка переїжджає до Австрії, де отримує посаду технічного директора Steyr-Daimler-Puch. Невдовзі австрійський завод розпочав виробництво автомобілів за ліцензією «Фіата».
У 1961 р. Ледвінка став лауреатом Медалі Рудольфа Дизеля.
Помер 2 квітня 1967 р. у Мюнхені у віці 89 років.
Усі післявоєнні автомобілі Tatra (моделі 600, 603, 613) були якщо не значною модернізацією, то втілювали ідеї та напрацювання Ганса Ледвінки. Аналогічно «Шкоди»: моделі 440, Octavia, 1200, 1201, 1202 мали хребтові рами, повністю незалежні підвіски (й особливо задню з хитними півосями), а задньомоторне компонування, незважаючи на його витіснення переднім приводом, застосовувалось на моделях 1000 МВ, 100, 105.
У 2007 р. Ледвінка був включений до Європейського залу автомобільної слави.